# Larçay
 Larçay  es una población y comuna francesa, situada en la región de  Centro, departamento de Indre y Loira, en el distrito de Tours y cantón de Montlouis-sur-Loire.

## Demografía
| 678 | 759 | 938 | 1412 | 1751 | 2037 |
| Para los censos de 1962 a 1999 la población legal corresponde a la población sin duplicidades (Fuente: INSEE [Consultar]) |     |     |      |      |      |